# Krasno, Senj
Krasno (nekdaj uradno Krasno Polje) je naselje na Hrvaškem, ki upravno spada pod mesto Senj v Liško-senjski županiji.
Je naselje v Liki, ki leži na istoimenskem polju med Velebitom in Senjskim bìlom na nadmorski višini slabih 800 m ob cesti Sveti Juraj–Otočac. Razloženo gorsko naselje je sestavljeno iz štirinajstih zaselkov:
| - Anići - Devčići - Dujmišići - Glavaši - Ivetići - Kula - Lemić Dolac | - Modrići - Panjinovići - Polje - Samaržije - Vukelići - Jankovići - Dolac |

V starih listinah se kraj prvič omenja leta 1275. V naselju stoji župnijska cerkev Antona Padovanskega, postavljena v 18. stoletju. V bližini stoji romarska cerkev Matere Božje od Krasna. Romarska cerkev, zgrajena v 18. stoletju, je bila postavljena na temeljih srednjeveške cerkve, prvič omenjene leta 1641. Največjo umetniško vrednost v cerkvi predstavlja lesen kasetiran strop iz leta 1740, poslikan in opremljen z latinskimi citati iz življenja Jezusa, Marije in svetnikov.
V kraju je razvito poljedelstvo, živinoreja in lesnopredelovalna industrija (žaga). Krasno je znano kot izhodišče za pohode v Narodni park Severni Velebit, ki ima tod tudi sedež in center za obiskovalce.

## Demografija
|  | 874  | 1165 | 1236 | 1359 | 1459 | 1483 | 1390 | 1404 | 1287 | 1194 | 1086 | 873  | 754  | 674  | 535  |
|  | 1857 | 1869 | 1880 | 1890 | 1900 | 1910 | 1921 | 1931 | 1948 | 1953 | 1961 | 1971 | 1981 | 1991 | 2001 |